# Tipula gothicana
Tipula gothicana är en tvåvingeart som beskrevs av Alexander 1943. Tipula gothicana ingår i släktet Tipula och familjen storharkrankar. Inga underarter finns listade i Catalogue of Life.